# Камберленд Юнайтед (футбольный клуб)
«Камберленд Юнайтед» (Cumberland United FC) — футбольный клуб из Аделаиды, Южная Австралия в настоящее время выступающий в Национальной Премьер лиге Южной Австралии. Один из старейших клубов Австралии.

## История
Клуб был создан в 1941 году как юношеская команда в местной лиге. Первый матч против Южной Аделиады была разгромно выигран со счётом 9:0 10 мая 1941 года. В 1943 году клуб был полноценно создан и стал выступать на взрослом клубе в Промежуточной лиге Аделиады. Первая игра на взрослом уровне против ныне несуществующей Perry Engineering Works была выиграна с тем же счётом как и первая игра молодежной команды — 9:0. Игра проходила в качестве домашнего матча Камберленда на стадионе в Голливудском поместье.
Впервые клуб достиг значимых успехов в 1978 году, когда был выигран чемпионат первого дивизиона Южной Австралии, и Кубок Федерации. После 1979 года клуб пошёл на спад, и все почти 80-е десятилетие играл во втором дивизионе Южной Австралии, выиграв титул чемпионов в 1984 и 1986 году. в 1990 году в клубе произошли большие реформы, клуб получил значительное финансирование благодаря которому была учреждена молодёжная программа которая до сих пор продолжает расширяться. На данный момент академия насчитывает 17 команд выступающих в Bailey Reserve. В 2016 году клуб выиграл 3 титула в Чемпионате Государственной лиги, Премьер лиге штата и Чемпионате второго дивизиона Южной Австралии. В марте 2022 года команда заключила спонсорский контракт с компанией SOLARLAB, в качестве поддержки получения электроэнергии от возобновляемых ресурсов.

## Состав команды
| 1  | Флаг Австралии | Вр  | Люк Шон         | — |  |  |  |  |
| 31 | Флаг Австралии | Вр  | Даньон Лауд     | — |  |  |  |  |
|    |                |     |                 |   |  |  |  |  |
| 2  | Флаг Австралии | Защ | Джек Шон        | — |  |  |  |  |
| 3  | Флаг Австралии | Защ | Джошуа Харви    | — |  |  |  |  |
| 5  | Флаг Австралии | Защ | Шеннон Дэй      | — |  |  |  |  |
| 15 | Флаг Австралии | Защ | Джексон Стивенс | — |  |  |  |  |
| 22 | Флаг Австралии | Защ | Стивен Кидд     | — |  |  |  |  |
| 24 | Флаг Австралии | Защ | Рис Юревич      | — |  |  |  |  |
| 30 | Флаг Австралии | Защ | Мэтью Хирн      | — |  |  |  |  |

| 4  | Флаг Австралии | ПЗ  | Янник Скулл      | — |  |  |  |  |
| 7  | Флаг Австралии | ПЗ  | Джейс Камминс    | — |  |  |  |  |
| 10 | Флаг Австралии | ПЗ  | Мэтью Маскрофт   | — |  |  |  |  |
| 21 | Флаг Австралии | ПЗ  | Стивен Холл      | — |  |  |  |  |
|    |                |     |                  |   |  |  |  |  |
| 9  | Флаг Австралии | Нап | Льюис Мэй        | — |  |  |  |  |
| 11 | Флаг Австралии | Нап | Харли Гепп       | — |  |  |  |  |
| 12 | Флаг Австралии | Нап | Джордан Пегораро | — |  |  |  |  |
| 14 | Флаг Австралии | Нап | Бен Юстанс-Смит  | — |  |  |  |  |
| 19 | Флаг Австралии | Нап | Карл Фелпс       | — |  |  |  |  |

## Достижения
«Премьер лига Штата»
- Обладатель Титула: 2016 (1)

«Кубок Федерации»
- Обладатель Титула: 1978, 2009 (2)

«Государственная лига»
- Обладатель Титула: 2016 (1)

«Первый Дивизион Южной Австралии»
- Обладатель Титула: 1978, 1999 (2)

«Второй Дивизион Южной Австралии»
- Обладатель Титула: 1984, 1986, 1997, 2003, 2016 (5)